# Quận Đông, Đài Trung

Vị trí quận Đông tại Đài Trung

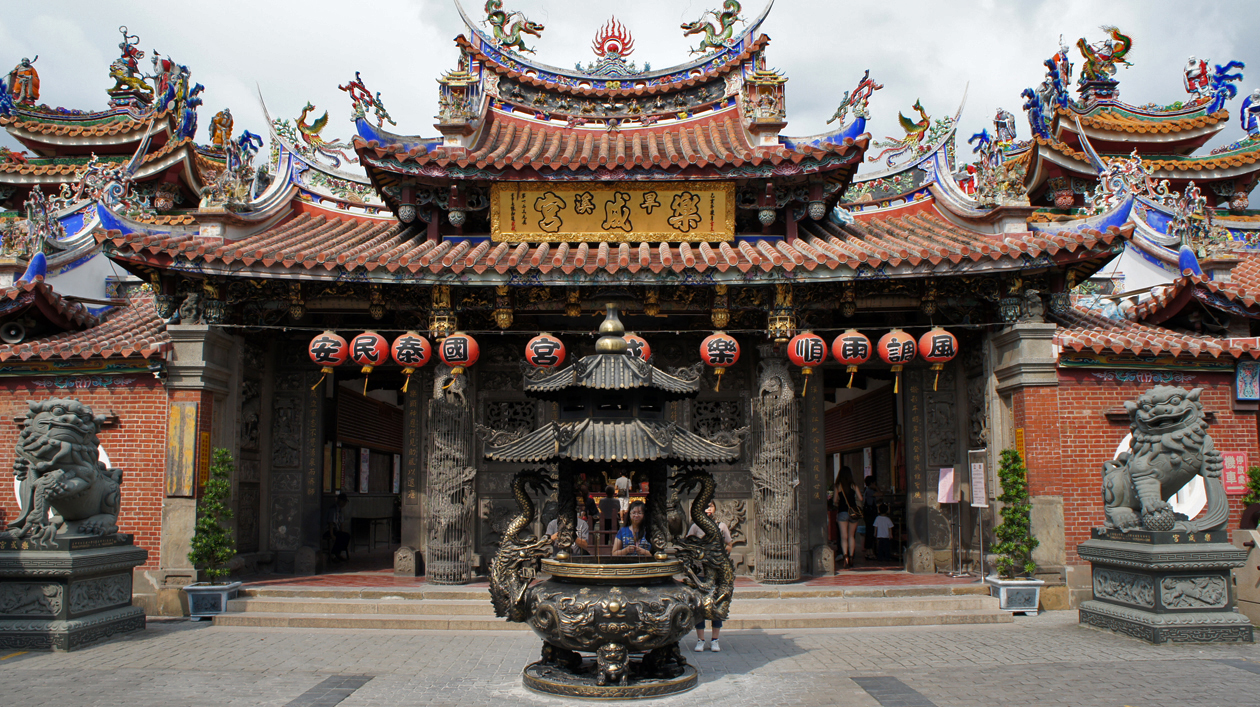
Nhạc Thành Cung

Quận Đông (tiếng Trung: 東區; bính âm: Dōng Qū, Hán Việt: Đông khu) là một khu (quận) của thành phố Đài Trung, Trung Hoa Dân Quốc (Đài Loan). Quận có diện tích 9,2855 km², dân số vòa tháng 8 năm 2011 là 73.853 người, mật độ đạt 7953,6 người/km².